# 世成科技
世成科技股份有限公司（Novax Technologies, Inc.），創立於2003年12月，是力晶半導體的子公司，主要產品為記憶體（DRAM、Flash）產品和企業入口網站（EIP）系統。
2013年1月28日，原屬力晶集團的另一子公司，舊名力捷科技的力廣科技（UMAX Technologies）經營權由海悅廣告接手。同年4月8日，公司正式更名為海悅國際開發，改以房地產業務為主軸。UMAX品牌由世成科技經營團隊延續深耕。

## 主要產品

### 記憶體
- 桌上型電腦記憶體
- 筆記型電腦記憶體
- 快閃記憶體
- OEM 服務

### EIP系統
- Netask EIP

## 外部連結
- UMAX品牌官方網站 （页面存档备份，存于） -（正體中文／英文）-
- UMAX官方網站（美國） （页面存档备份，存于） -（英文）